# محوطه حصار کهنه
محوطه حصار کهنه مربوط به هزاره اول - دوره سلجوقیان است و در شهرستان بیجار، بخش حومه، روستا حلوایی واقع شده و این اثر در تاریخ ۸ مرداد ۱۳۸۱ با شمارهٔ ثبت ۵۹۲۶ به‌عنوان یکی از آثار ملی ایران به ثبت رسیده‌است.